# Wamba (Haut-Uele)
Pour les articles homonymes, voir Wamba.
Wamba est une localité, chef-lieu de territoire de la province du Haut-Uele en république démocratique du Congo.

## Géographie
Elle est desservie par la route nationale RN 25 à 120 km au sud du chef-lieu provincial Isiro.

## Administration
Chef-lieu territorial de 10 097 électeurs recensés en 2018, la localité a le statut de commune rurale de moins de 80 000 électeurs, elle compte 7 conseillers municipaux en 2019.

## Population
Le recensement date de 1984, l'accroissement annuel est estimé à 1,66 en 2012,.
| 1984   | 2004   | 2012   |
| ------ | ------ | ------ |
| 10 700 | 15 867 | 18 100 |